# Let It Roll (Little Feat)
Let It Roll è un album rock dei Little Feat del 1988.

## Tracce
1. Hate to Lose Your Lovin' (Paul Barrère, Craig Fuller) – 4:21
2. One Clear Moment (Barrère, Fuller, Bill Payne) – 4:49
3. Cajun Girl (Martin Kibbee, Payne) – 3:53
4. Hangin' on to the Good Times (Barrère, Fuller, Payne, Fred Tackett) – 4:46
5. Listen to Your Heart (Fuller, Payne) – 5:51
6. Let It Roll (Barrère, Kibbee, Payne) – 4:30
7. Long Time Till I Get Over You (Barrère, Fuller) – 4:51
8. Business as Usual (Barrère, Fuller, Payne) – 4:25
9. Changin' Luck (Fuller, Payne, Tackett) – 6:17
10. Voices on the Wind (Barrère, Fuller, Payne, Tackett) – 6:17